# Teatro La Gran Guardia
Il teatro "La Gran Guardia" è stato uno dei più importanti spazi teatrali e cinematografici di Livorno dal secondo dopoguerra fino agli inizi del XXI secolo.
Era situato in via Grande, non distante da piazza Grande; dopo la chiusura l'immobile è stato trasformato in un complesso di negozi (tra cui H&M), appartamenti e due piccole sale cinematografiche ricavate in quella che era stata la galleria del teatro stesso.
Il nome "Gran Guardia" deriva dall'omonima stazione militare che anticamente era situata in piazza Grande, nell'isolato in cui fu poi costruito il teatro.

## Storia
La storia del teatro è legata alla riedificazione del centro cittadino dopo le distruzioni subite nel corso della seconda guerra mondiale. I piani di ricostruzione portarono alla formazione di ampi porticati lungo la via Grande e, nell'isolato compreso tra il Duomo, la piazza Cavallotti e la via del Giglio, fu innalzato un vasto teatro.
L'opera, la cui progettazione architettonica e allestimento interno furono curati dall'ingegner Pier Luigi Razzauti, fu voluta fortemente dal commendator Fortunato Marinari, il quale era proprietario dell'intera area. Il teatro fu inaugurato nel 1954 e negli anni divenne un punto di riferimento per l'intera città. Le sue dimensioni erano notevoli, tanto che poteva accogliere 1300 spettatori (900 nella sala e 400 in galleria).
Il suo cartellone era assai eterogeneo, in quanto, oltre all'attività cinematografica, qui si tenevano rappresentazioni teatrali e di avanspettacolo, concerti di musica classica e leggera; negli anni che precedettero la chiusura, il teatro fu anche sede del Premio Ciampi.
Il suo palcoscenico fu calcato da personalità quali Wanda Osiris, Totò, Eduardo De Filippo, Dario Fo, Renato Rascel, Ugo Tognazzi, Vittorio Gassman, Elena Zareschi, Giorgio Albertazzi, Anna Proclemer, Sandra Mondaini, Raimondo Vianello, Alberto Sordi, Carlo e Massimo Dapporto, Nino Manfredi, Walter Chiari, Vittorio De Sica, Gigi Proietti, Paolo Poli, Lino Banfi, Monica Guerritore, Arturo Brachetti, Gino Bramieri e altri ancora.
Eccezionali concerti sia di musica classica che leggera con Andrés Segovia, Nikita Magaloff, Maurizio Pollini, Charles Aznavour, Chico Buarque, Joséphine Baker, Toquinho, Michel Petrucciani, David Sylvian, Robert Fripp e tanti altri.
Nel dopoguerra, in seguito alla chiusura per ristrutturazione del Teatro Goldoni, ospitò la stagione lirica della città: sul suo palcoscenico si sono esibiti cantanti lirici di fama mondiale tra i quali Renata Tebaldi e Franco Corelli.
Il teatro fu chiuso nel 2005, assieme al Cinema Odeon che apparteneva alla medesima proprietà, in concomitanza con l'apertura della nuova multisala Medusa (oggi The Space Cinema) nella zona di Porta a Terra.
La sua riapertura era prevista e annunciata dal sindaco Alessandro Cosimi nel corso del 2009, ma nella seconda metà del medesimo anno prese corpo l'idea di realizzarvi appartamenti, fondi commerciali e di relegare solo una piccola parte della struttura alle proiezioni cinematografiche.
Di fatto, non senza polemica da parte dell'opinione pubblica, nel corso del 2012 iniziarono i lavori di demolizione del teatro.
Il 24 ottobre 2012, nella parte della struttura dell'ex teatro prospiciente la via Grande (compresa la platea della vecchia sala), fu inaugurato uno store H&M.
Il 28 novembre 2013, nell'area della galleria e palcoscenico del cinema-teatro, furono inaugurate due sale cinematografiche aventi capienza totale di 300 posti.